# 吕瑟教堂
吕瑟教堂（挪威語：Lyse kapell）是一座挪威教会的小型教堂，位于挪威罗加兰郡福桑市镇的Lysebotn村，在吕瑟峡湾的尽头。该堂属于斯塔万格教区的一部分。这座木结构教堂建于1961年，由建筑师Gustav Helland and Endre Årreberg设计。该堂可容纳150人，1961年5月28日由主教Fridtjov Birkeli献堂。
由于该村仅有数十居民，该堂不常使用。2009年，市镇当局曾计划关闭并出售教堂，但因村民反对而作罢。